# Hospital 12 d'Octubre
L'Hospital Universitari 12 d'Octubre, en castellà Hospital Universitario 12 de Octubre, habitualment conegut com a Hospital 12 de Octubre, és un complex hospitalari gestionat pel Servei Madrileny de Salut, ubicat a l'Avinguda de Còrdova, al districte d'Usera, de la ciutat de Madrid. L'hospital es va inaugurar el 2 d'octubre de 1973, per Francisco Franco i Licinio de la Fuente, a la zona sud de la ciutat de Madrid en un recinte de 177000 metres quadrats, amb el nom Ciudad Sanitaria Primero de Octubre, fent referència a la data de la proclamació de Francisco Franco com a Cap d'Estat l'1 d'octubre de 1936. El 12 d'octubre de 1988 va canviar la seva denominació per l'actual, en referència aquesta vegada al Descobriment d'Amèrica.
Actualment, l'hospital disposa de tres grans edificis, la Residencia General, el Materno-Infantil i el Centro de Actividades Ambulatorias, i també de tres Centres d'especialitats: C.E. Carabanchel, C.E. Orcasitas y C.E. Villaverde cruce. Al seu costat es troba un Edifici Tècnic d'Instal·lacions i dos Heliports.

## Hospital universitari
L'hospital està vinculat a la docència universitària des dels seus començaments. El conveni amb el Ministeri d'Educació es va signar el setembre de 1974, menys d'un any després de la seva inauguració. Poc després es va construir un edifici annex -inaugurat el 1976- que va dotar l'hospital d'un equipament adequat per a la docència, amb capacitat per a 500 alumnes. A l'"Hospital 12 d'octubre" es formen actualment més de 400 alumnes de Medicina de la Facultat de Medicina de la Universitat Complutense de Madrid i un nombre similar d'Infermeria, al costat de 500 professionals en període de formació després de l'obtenció del seu títol universitari.

## Recerca
Disposa d'un centre de recerca biomèdica en un edifici annex de 1.500 metres quadrats. Aquest centre disposa de vuit laboratoris d'investigació, àrees de suport científic tecnològiques, dues sales d'operacions experimentals i dependències diferenciades per als animals. Aquí exerceix la seva activitat un important nombre de professionals -metges, biòlegs, bioquímics i químics- i es realitza recerca en malalties rares -mitocondrials-, oncològiques, inflamatòries, neurològiques i de salut mental. L'Hospital 12 d'Octubre desenvolupa actualment en tots els seus edificis més de 200 projectes d'investigació, centrats principalment en càncer, malalties rares i models de malaltia, malalties infeccioses i sida, altres malalties cròniques i inflamació, i malalties neurològiques i mentals. En aquesta activitat investigadora participen al voltant de 300 professionals.

## Trasplantaments, càncer, politraumatitzats, atenció a la dona i al nen
El prestigi d'aquest hospital és especialment significatiu en algunes àrees d'activitat, com trasplantaments, diagnòstic i tractament del càncer, assistència al pacient amb politraumatisme i atenció de la dona i el nen. El 21 de setembre de 1987, per primera vegada a Espanya, es va practicar un trasplantament simultani de fetge i ronyó.

## Futur
El seu futur passa per la construcció i desenvolupament del que s'ha anomenat Nuevo 12 d'Octubre, un ambiciós projecte que suposarà la renovació completa de les seves instal·lacions mitjançant nous edificis. Per ara, les estrelles d'aquest conjunt arquitectònic el constitueixen la Central Tèrmica -ja en funcionament- i el nou Centre d'Activitats Ambulatorias que va començar la seva activitat a mitjans de 2011.